# Región de Dix-Huit Montagnes
Dix-Huit Montagnes (o Montagnes) fue hasta 2011 una de las 19 regiones de Costa de Marfil. La capital de la región era Man. La región tenía una superficie de 16.600 km² y su población alcanzaba a 1.125.800 habitantes según una estimación del año 2002.

## Departamentos
La región estaba dividida en cuatro departamentos: Bangolo, Biankouma, Danané y Man.